# 極性符號

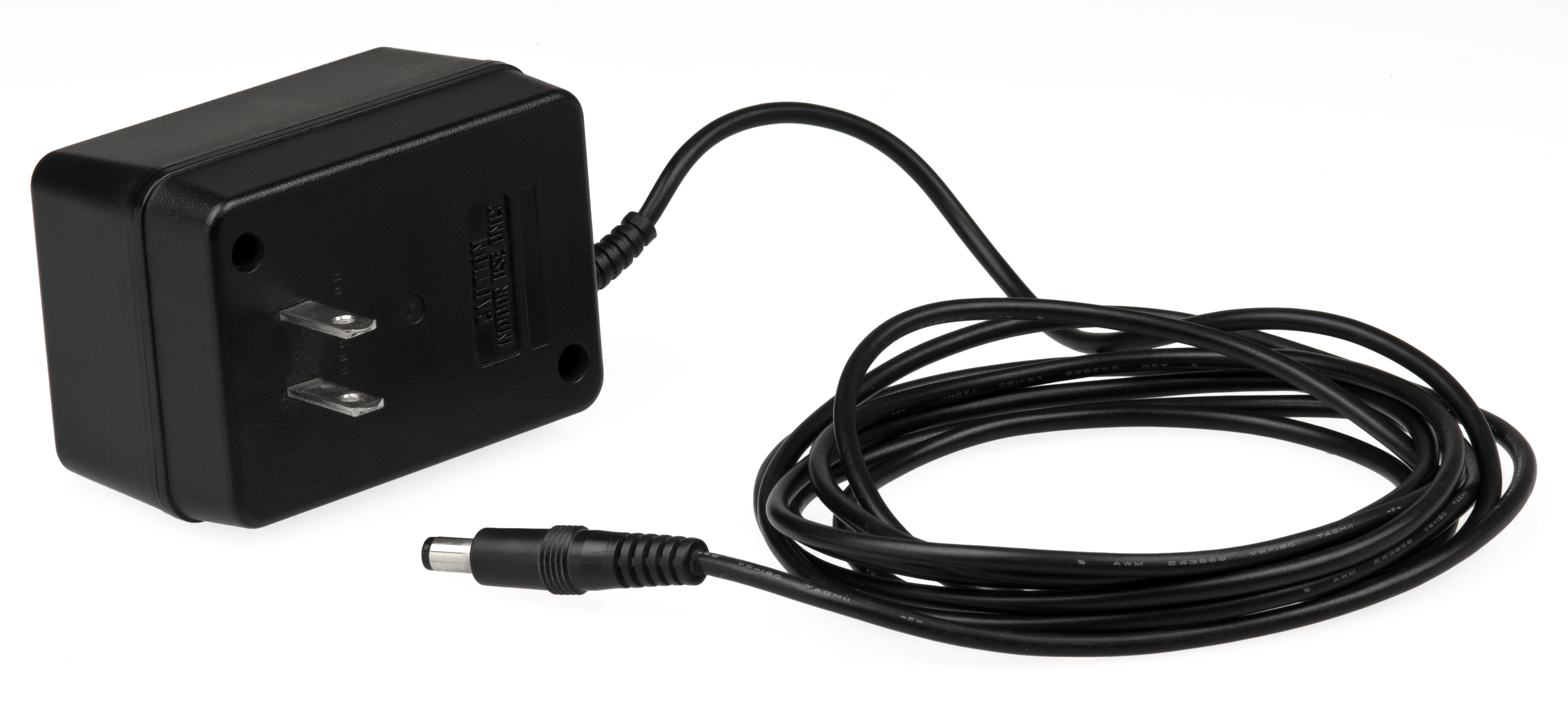
交流配接器

內正外負

內負外正

極性符號（Polarity symbols）通常在交流配接器和直流電源中出現，用來表示直流電的正、負極性。極性符號分為兩種：內正外負和內負外正。
由於沒有國際標準定義正、負極性的位置，因此一般的交流適配器都會印上極性符號。用家接駁有關電路時，必須確保電器及交流適配器的極性相同。極性符號通常中間會有被C字包着的黑點，左側接着C字表示外側電極，右側接着黑點表示內側電極，並以 + 或 - 以標示正極或負極。